# Pic de Lhens
Pic de Lhens – szczyt górski położony we francuskiej części Pirenejów, w departamencie Pireneje Wysokie, na terenie gminy Gazost.